# Alžběta I.
Alžběta I. (7. září 1533, Greenwich – 24. března 1603, Richmond) byla královna Anglie a Irska od 17. listopadu 1558 až do své smrti. Byla dcerou Jindřicha VIII. a jeho druhé manželky Anny Boleynové a šestým, a posledním panovnikem z rodu Tudorovců. Na trůn nastoupila po smrti své nevlastní sestry Marie I., za jejíž vlády byla pro podezření z podpory protestantského povstání téměř rok vězněna.
Dokázala sestavit kvalitní královskou radu a spoléhala se na rady svých poradců vedených Williamem Cecilem, 1. baronem z Burghley. Jedním z prvních počinů její vlády bylo upevnění anglikánské (protestantské) církve. I když byla opatrná v zahraničních výbojích, porážka španělské Armady roku 1588 jí přinesla nehynoucí slávu a tato událost bývá označována jako jedno z největších vítězství v anglické historii. Asi dvacet let po své smrti začala být oslavována jako panovnice zlatého věku.
Historikové jsou však opatrní v úsudku o jejích úspěších. Často ji hodnotí jako popudlivou a občas nerozhodnou panovnici. Ke konci její vlády některé ekonomické a vojenské neúspěchy snížily její popularitu. Přesto má Alžběta I. pověst svéhlavé a charismatické královny v období, kdy vládci okolních zemí museli čelit vnitřním problémům, které vedly k ohrožení jejich postavení na trůnu. Po krátkém období vlády jejích nevlastních sourozenců Eduarda VI. a Marie I. bylo oněch dlouhých 44 let, kdy byla anglickou panovnicí, obdobím cenné stability pro království. Její vláda většinou není spojována s pojmem tudorovská vláda, ač byla Alžběta I. dcerou Jindřicha VIII. Tudora. Zpravidla se toto období označuje jako alžbětinská doba či zlatý věk Anglie. Vyznačuje se mimo jiné rozvojem řemesel, obchodu, vzdělanosti a kultury, zejména anglické literatury a divadla, jejichž představiteli byli mj. William Shakespeare a Christopher Marlowe. Značná důležitost pro další vývoj země se přikládá úspěchům v dobývání vlády nad moři, o které se v Alžbětině době zasloužili Francis Drake, John Hawkins a Walter Raleigh, a které byly počátkem pozdějšího velmocenského postavení Velké Británie.

## Mládí
Narodila se 7. září 1533 jako dcera Jindřicha VIII. a jeho druhé ženy Anny Boleynové. Jméno dostala po svých babičkách Alžbětě z Yorku a Alžbětě Howardové. Po svém narození byla prohlášena legitimní dědičkou trůnu, neboť král Jindřich VIII. po zrušení manželství se svou první ženou Kateřinou Aragonskou odvolal legitimitu dcery z tohoto svazku Marie Tudorovny.

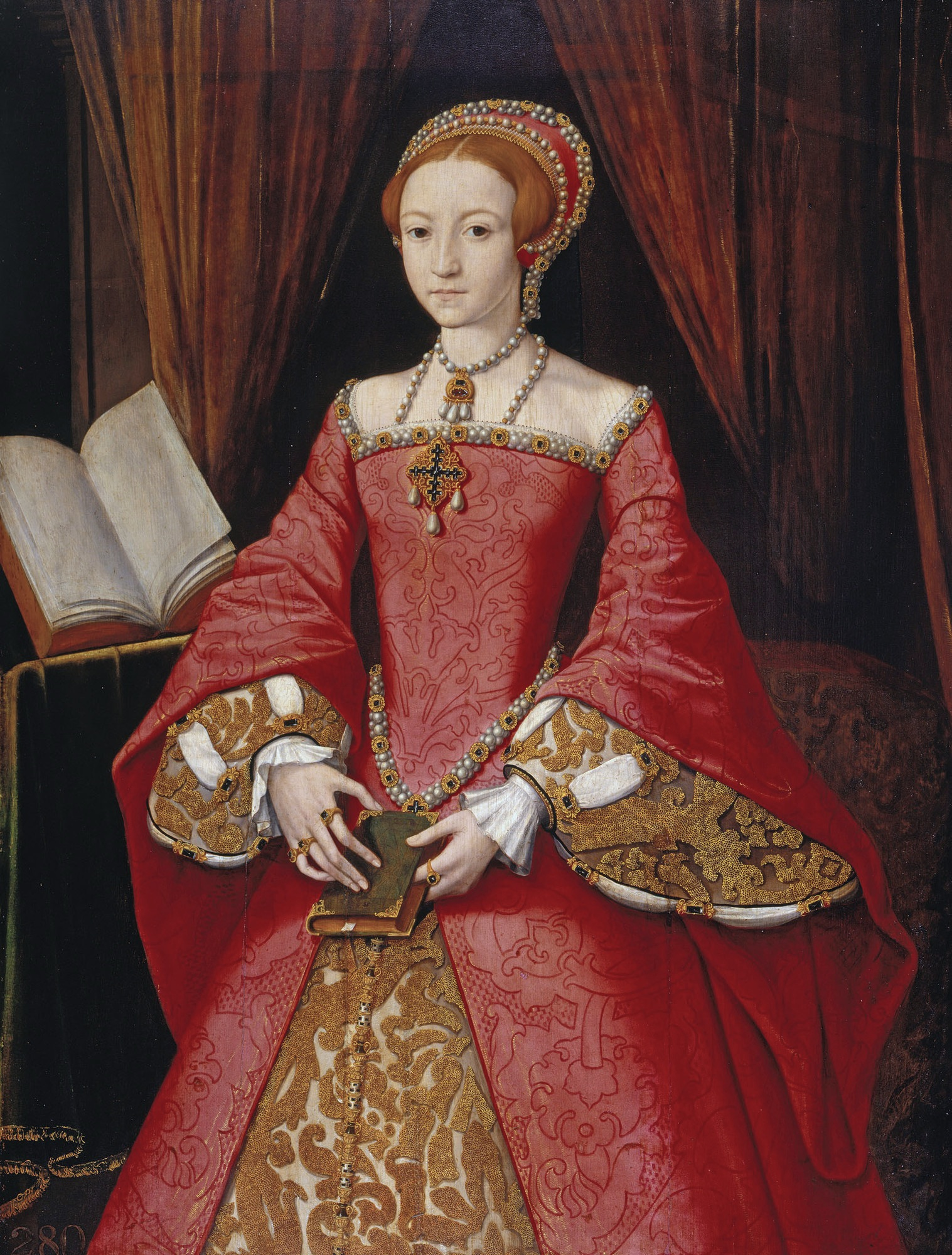
Alžbětin obraz od neznámého autora cca z roku 1546 se prostotou liší od pozdějších až ikonografických zobrazení

Jindřich si velmi přál mužského potomka, ale poté, co Anna Boleynová prodělala dva potraty, došel k názoru, že s ní již nebude mít syna, a roku 1536 ji nechal popravit. Alžbětě byly tehdy necelé tři roky a byla prohlášena za nelegitimního potomka. Přesto se jí postupně dostalo – na tehdejší dobu – dokonalého vzdělání v mnoha oborech. Alžběta studovala mimo jiné několik cizích jazyků, kromě angličtiny také latinu, italštinu a později i francouzštinu a řečtinu. Již v roce 1550, kdy bylo její studium formálně ukončeno, byla jednou z nejvzdělanějších žen své doby.
Jindřich VIII. zemřel roku 1547, když Alžbětě bylo 13 let. Kateřina Parrová, poslední Jindřichova žena, se brzy znovu provdala za Thomase Seymoura a manželé si vzali Alžbětu na opatrování do svého sídla. Tam zažila emocionální krizi, která ji zřejmě poznamenala na zbytek života. Thomas Seymour s ní trávil mnoho času, a později ji začal navštěvovat v její ložnici. Poté, co Kateřina přišla na zálety svého manžela, ukončila tento vztah a poslala Alžbětu pryč. Po smrti Kateřiny se Seymour snažil Alžbětu přesvědčit, aby si ho vzala za manžela. Pro jejího bratra a královskou radu to představovalo nebezpečí převzetí moci Seymourem, a tak ho obvinili ze závažného hrdelního zločinu (podle anglického trestního práva felony). Královská rada jej odsoudila k smrti a byl popraven.
Po Eduardovi nakrátko nastoupila na trůn vzdálená příbuzná Tudorovců Jane Greyová. Přesvědčená katolička Marie I. Tudorovna, první dcera Jindřicha VIII., se však o tom dozvěděla a majestátně s Alžbětou vstoupila do Londýna, kde jí lidé začali provolávat slávu. Jen pár dní po prohlášení Jany královnou ji Marie I. svrhla a usedla na její místo. Dva roky nato královská rada schválila zákon o do té doby zakázaném středověkém právu útrpném a dala Janu Greyovou popravit spolu se stovkami dalších protestantů. Přestože Marie I. slibovala, že dovolí protestantské církvi volné působení, záhy slib porušila a začala rušit protestantské reformy zavedené za vlády svého otce. Její počáteční obliba poklesla i poté, co vyšlo najevo, že se chce vdát za španělského prince Filipa (pozdějšího krále Filipa II.). Nespokojenost značné části obyvatelstva vyvolala v roce 1554 vzpouru v zemi, vedenou Thomasem Wyattem. Mnoho ze vzbouřenců vidělo naději v Alžbětě, jejíž výchova a názory byly protestantské. Po potlačení vzpoury byla Alžběta obviněna z podpory vzbouřenců, což důsledně odmítla. Na rozdíl od své nešťastné sestřenice, mladistvé Jany Greyové, která byla popravena, strávila Alžběta dva měsíce jako vězeňkyně v londýnském Toweru a poté asi rok v domácím vězení na jednom ze svých panství. Po dvou falešných Mariiných těhotenstvích začalo být zřejmé, že královna asi nebude mít potomstvo, a Alžběta začala být brána v úvahu jako korunní princezna resp. příští královna. 6. listopadu 1558 ji Marie jmenovala svojí nástupkyní těsně před tím, než sama zemřela na rakovinu vaječníku, která byla skutečnou příčinou jejích zdánlivých těhotenství.

## Vláda

### Náboženství

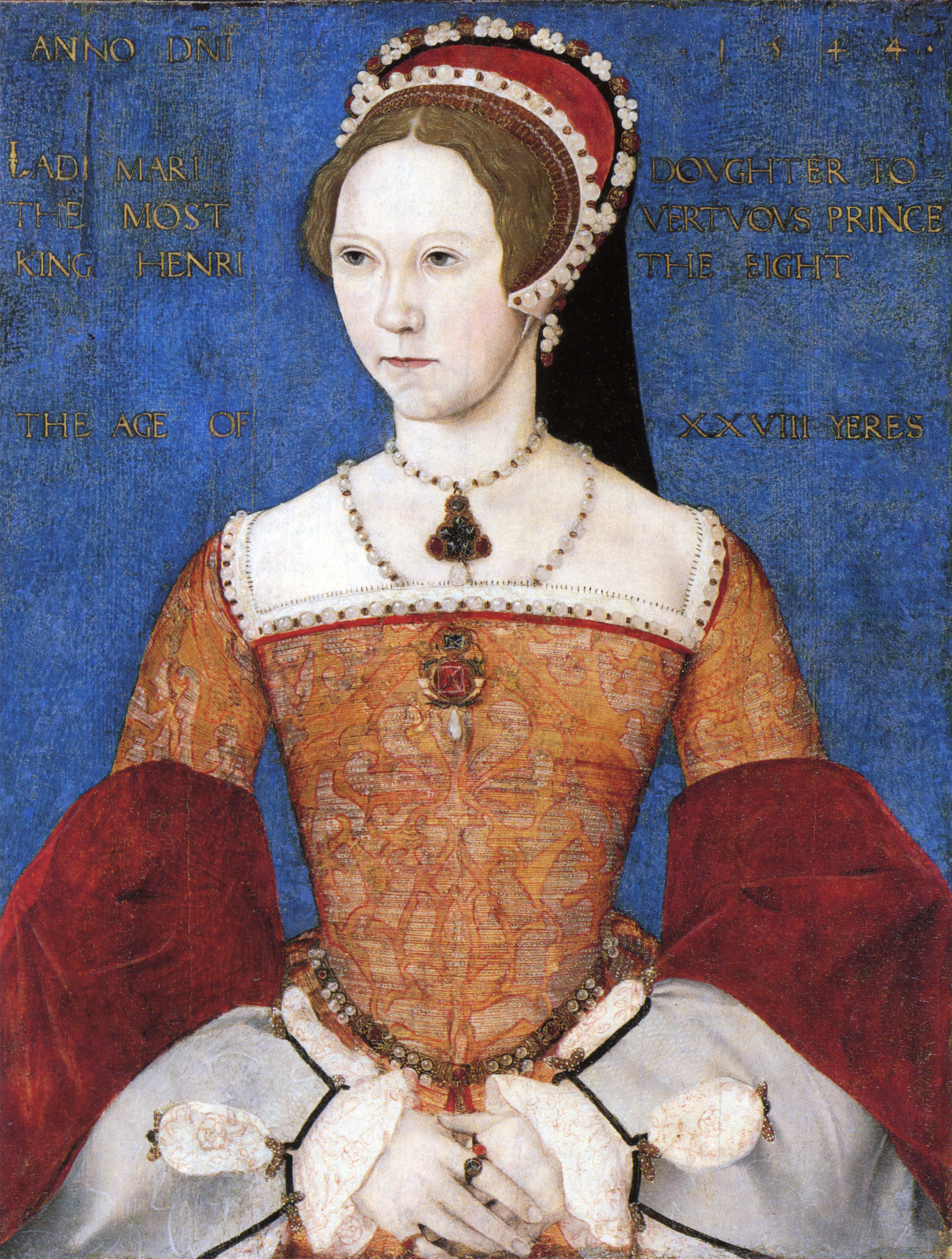
Alžbětina předchůdkyně Marie I.

Její soukromý názor na náboženství není znám. Její církevní politika se vyznačovala pragmatickým přístupem. Jedním z Alžbětiných hlavních problémů byla legitimita jejího nároku na anglický trůn. I podle protestantského práva byla po určitou dobu prohlášena nelegitimním potomkem a poté nebyla podle katolických zákonů legitimizována. Vzhledem k nepřátelským postojům zahraničí, zvláště vzhledem k nárokům, které si činil na anglický trůn vdovec po Marii I., španělský král Filip II., to bylo velkým zdrojem nejistoty. Její rozchod s Římem ji však zřejmě z jejího pohledu učinil právoplatnou nástupkyní na trůnu. Alžběta a její rádci vnímali nebezpečí křížové výpravy proti Anglii. Byl tak v zásadě přijat protestantismus jako základ dalšího rozvoje anglikánské církve, ale s některými prvky katolicismu, a byl odmítnut radikální puritánský pohled.
Roku 1559 začal parlament pracovat na zákonech založených na reformách započatých v době vlády Eduarda VI. s anglickým panovníkem jako vrchním představitelem církve. V Dolní sněmovně se tyto záměry setkaly s velkou podporou, ale ve Sněmovně lordů se proti nim vytvořila opozice, především ze strany biskupů. Alžběta v tomto případě měla štěstí, když využila nepřítomnost některých církevních hodnostářů, včetně arcibiskupa canterburského, a své záměry prosadila. Nový zákon o její svrchovanosti byl přijat 8. května 1559.
Všichni veřejní činitelé byli nuceni přísahat oddanost panovnici jako vrchnímu hodnostáři Anglikánské církve, jinak se vystavili nebezpečí zbavení funkce. Nicméně zákony týkající se kacířství byly zrušeny, aby se neopakovala perzekuce z doby vlády královny Marie. Byl také přijat zákon o náboženské jednotě, který stanovil povinnou návštěvu anglikánských bohoslužeb a povinnost používání Knihy společných modliteb (Book of Common Prayer) ve verzi revidované roku 1552. Ze strany katolické církve představovala definitivní rozchod exkomunikační bula papeže Pia V. vydaná v roce 1570, zřejmě jako akt podpory katolickým povstalcům ze severoanglických hrabství a v Irsku.

### Otázka sňatku
Od jejího nástupu na trůn byl důležitou otázkou její sňatek. Nicméně se nikdy neprovdala a důvod není zcela jistý. Je možné, že důvodem byl její zážitek ze vztahu s Thomasem Seymourem. Nepotřebovala muže jako podporu pro svou vládu a sňatkem by riskovala ztrátu kontroly nebo ovlivňování politiky ze zahraničí. Na druhou stranu by její sňatek mohl přinést následníka, Alžběta ale možná věděla, že je neplodná.

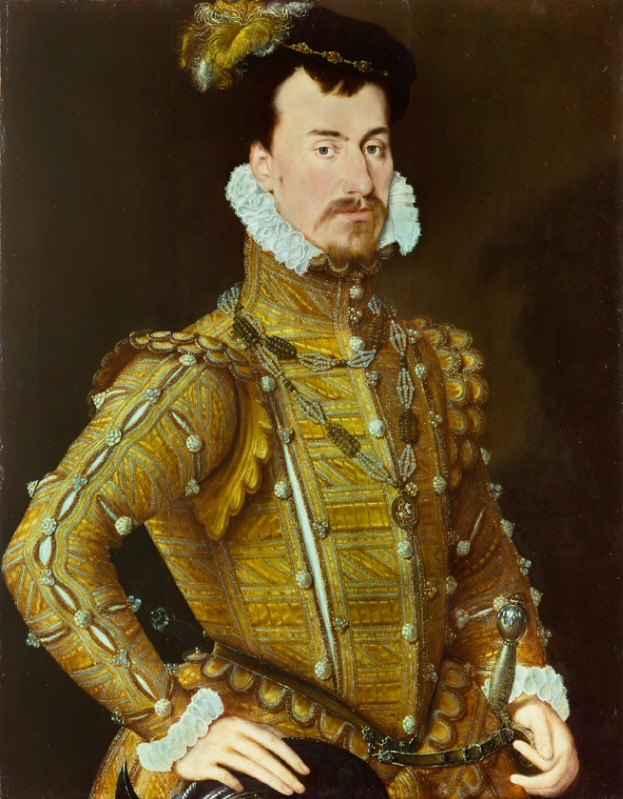
Robert Dudley, hrabě z Leicesteru

Alžběta dostávala nabídky k sňatku často, ale reálně uvažovala pouze o jedné z nich. Byl to Robert Dudley, tehdy ještě pouze baron z Denbigh (ačkoli byl synem vévody z Northumberlandu), přítel z jejího dětství a pravděpodobně její dlouholetý milenec. Když jeho žena Amy Robsartová zemřela za nevyjasněných okolností pádem ze schodů se zlomeným vazem, propukl skandál, který se stal nepřekonatelnou překážkou pro jejich společný vstup do manželství. Velmi dlouho se říkalo, že Robert zabil svou ženu, aby byl volný pro Alžbětu. Není ale nijak dokázáno, že Robert měl skutečně něco s její smrtí společného. Podle některých zpráv byla Amy těžce nemocná s rakovinou prsu. Nedávné pokroky v medicíně tvrdí, že ženy s touto diagnózou mohou mít spontánní zlomeniny kostí. Chůze ze schodů mohla způsobit zlomeninu páteře, která se pro Lady Dudley stala fatální. Alžběta po celý život vážně uvažovala o sňatku s Robertem Dudleym, a i po smrti jeho ženy oba ještě několik let doufali, že se budou moci vzít. V roce 1575, během divadelního představení na hradě Kenilworth, ji Robert naposledy požádal o ruku. Tak jako v minulosti jej znovu odmítla. Dudley byl jmenován hrabětem z Leicesteru, stal se členem státní rady a zůstal Alžbětiným nejlepším přítelem.
Po aféře s Dudleym se Alžběta ke svému případnému sňatku vyjadřovala zdrženlivě. Parlament na ni často naléhal, aby si vybrala ženicha, ale ona odpovídala vyhýbavě. Po její nemoci parlament požadoval, aby se buď vdala, nebo určila svého nástupce, aby se tak vyloučilo nebezpečí občanské války. Jako reakci na tento nátlak odročila jednání parlamentu až do roku 1566, kdy potřebovala zvýšit daně. Od roku 1570 začalo být starším členům vlády jasné, že se neprovdá, a její nejdůležitější rádce William Cecil začal hledat řešení nástupnického problému. Její neochota jmenovat svého nástupce ale zajistila bezpečnost jejího postavení proti možnému spiknutí.
Její neochota se provdat dala vzniknout legendě o „panenské královně“, kterou Alžběta účinně využívala i jako legitimizační nástroj své náboženské politiky. Často se spekuluje o možném zdravotně-psychickém problému, který jí bránil mít sexuální vztah, nejspíše vaginismu.
Nervozita obklopující nevyřešenou otázku následnictví je mnohdy patrná i v literatuře. Například drama Gorboduc (nazývané též Ferrex and Porrex), jehož autory byli Thomas Sackville a Thomas Northon, naráží na toto téma. Další hrou, která navíc využívá legendy o králi Artušovi, zabývající se otázkou následnictví je The Misfortunes of Arthur (Thomas Hughes, 1587).

### Zahraniční politika

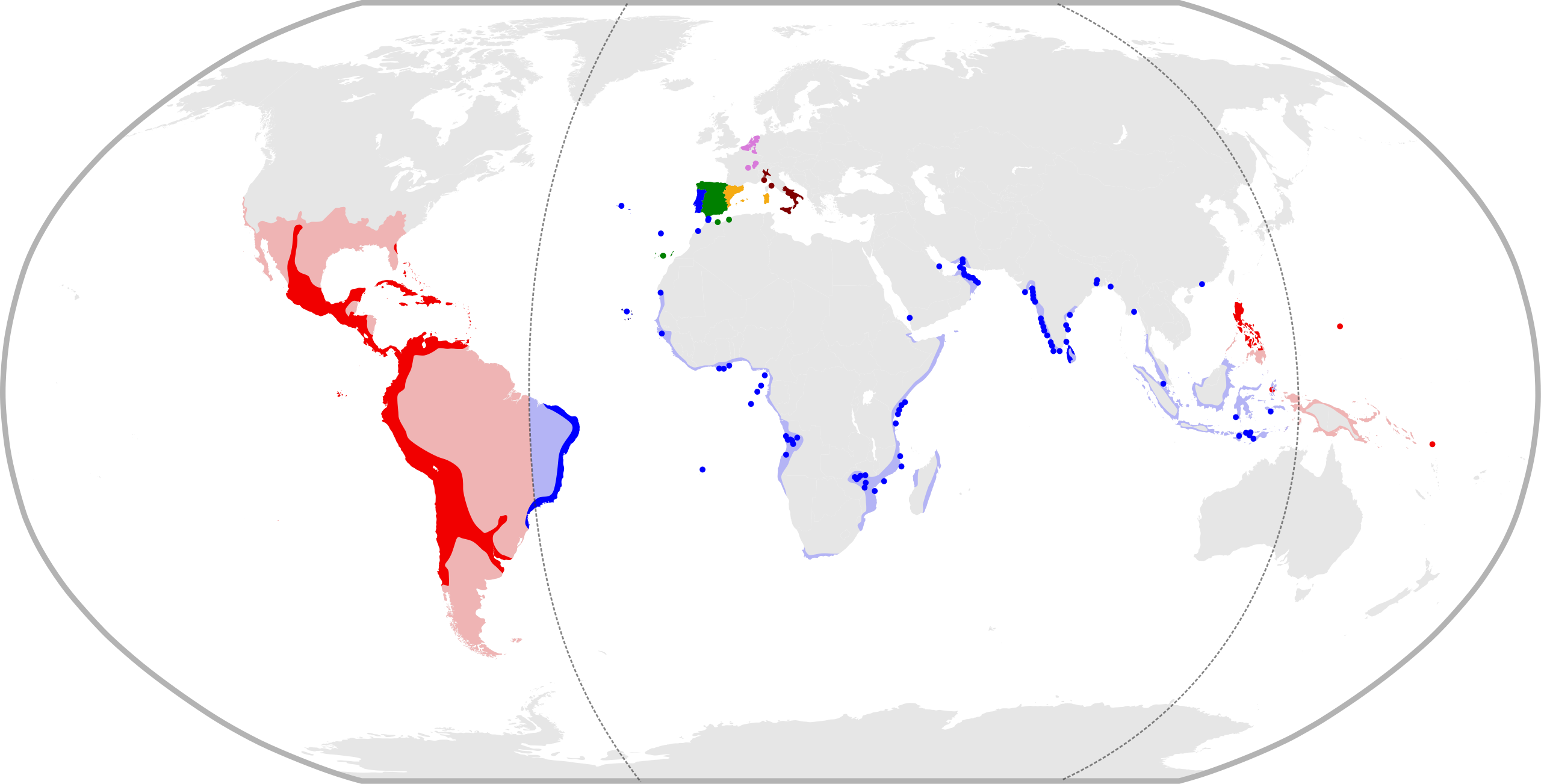
Rozsah iberského panství za vlády Filipa II. Španělské državy v Novém světě byly cílem útoků anglických korzárů jako byl Francis Drake.

V rámci politiky vůči Skotsku se snažila dosáhnout odchodu Francouzů z této země, protože se obávala, že Francie chce napadnout Anglii a dosadit skotskou královnu Marii Stuartovnu na její místo. Její rada ji přesvědčila, aby vyslala vojsko na podporu skotských protestantských vzbouřenců a ačkoli výsledky tažení nebyly přesvědčivé, vedly k uzavření mírové dohody z Edinburghu, a k odstranění francouzské hrozby ze severu země. Když se Marie vrátila roku 1561 do Skotska, aby se ujala moci, měla země stabilizovanou protestantskou církev a byla řízena radou protestantsky zaměřených šlechticů podporovaných Alžbětou. Marie odmítla ratifikovat mírovou dohodu.
Marie se roku 1565 vdala za Jindřicha Stuarta, který byl také uchazečem o anglický trůn. Stuart se brzy stal nepopulárním a v únoru 1567 byl zavražděn spiklenci vedenými Jamesem Hepburnem. Za toho se krátce nato Marie provdala a zavdala tak příčinu k podezření, že se na Stuartově vraždě podílela. Tyto události vedly k Mariině porážce a uvěznění, avšak podařilo se jí uniknout do Anglie. Alžběta se nechtěla angažovat ve prospěch Marie ve Skotsku, a tak ji nechala uvěznit. To se později stalo záminkou několika vzpour na severu země. Marie se asi neangažovala ve všech těchto katolických nepokojích, které zasáhly zemi v letech 1571 až 1586, a jejichž cílem bylo její dosazení na anglický trůn. Alžbětin hlavní vyzvědač Francis Walsingham však předložil dopisy, které Marie poslala vzbouřencům, a to pomohlo královské radě přesvědčit Alžbětu, aby byla Marie souzena za zradu a 8. února 1587 popravena.

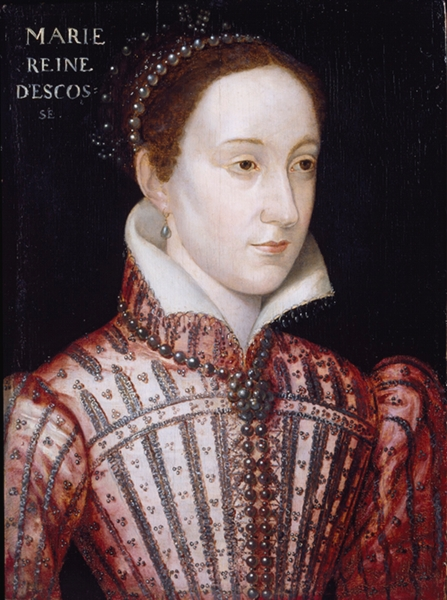
Marie Stuartovna

Po neúspěšné okupaci Le Havre byla další vojenskou výpravou na kontinentu podpora protestantských nizozemských vzbouřenců proti vládě Filipa II. V prosinci 1584 vytvořil Filip II. alianci s katolickou ligou, a tím se zvýšil vliv Španělska v Nizozemsku a nebezpečí invaze Španělů do Anglie. Anglie reagovala uzavřením mírové dohody z Nonsuchu, kde přislíbila vojenskou pomoc Nizozemsku. Tato dohoda byla zahájením anglo-španělské války, která skončila až podpisem mírové dohody v Londýně roku 1604.
V polovině července 1588 vyrazila španělská Armada, velká flota válečných lodí, směrem k Anglii, aby podpořila španělskou invazi do jihovýchodní Anglie podporovanou vévodou z Parmy. Vlivem špatného odhadu situace, nešťastných náhod a útoku zápalných anglických lodí utrpěla španělská flota velké ztráty v bitvě u Gravelines. Její lodě, které přečkaly útok zápalných lodí, vyrazily na severovýchod a podél irského pobřeží, kde flota utrpěla další ztráty. Do Španělska dorazily jen zbytky původní mocné floty. Angličané si nebyli jisti, jaké ztráty Španělé utrpěli, a tak chystali obranu pobřeží. Když nedošlo k žádné invazi, byly konány děkovné bohoslužby v katedrále svatého Pavla. Porážka španělského vojska byla využita jako oslava Alžběty i protestantské Anglie. Nicméně toto vítězství neznamenalo konec války se Španělskem, které dále ovládalo Nizozemsko a hrozilo případnou další invazí. Pokus o protiakci v následujícím roce 1589 však získané výhody zredukoval. Útočná flota 150 lodí a 23 000 mužů pod vedením Francise Drakea ztratila v akcích u španělských a portugalských břehů a při návratu bouřlivým mořem 40 lodí a přes polovinu mužstva a nedokázala zásadně oslabit ani Španělsko ani Portugalsko.
Když se stal protestant Jindřich IV. francouzským králem, poslala mu Alžběta vojenskou pomoc, aby mohl stabilizovat své postavení. Jindřichův nástup se setkal s velkým odporem katolické ligy a Filipa II. a Alžběta se obávala ovládnutí francouzských přístavů Španěly. Tažení bylo ale neúčinné. Lord Willoughby neuposlechl Alžbětiny příkazy a potloukal se severní oblastí Francie s 4000 vojáky. Podobně neúspěšné bylo i vojsko pod vedením Johna Nerreyse v Bretani. V tomto tažení se projevovala její ztráta kontroly nad vojenskými veliteli v zahraničí.
Obchodní i diplomatické vztahy navázala Anglie s Osmanskou říší a berberskými státy, především Marokem. Dodávky olova a cínu pro výrobu děl a také munice měly za cíl oslabit katolické státy Středomoří, především Papežský stát a Španělsko.
Irsko bylo jedním ze dvou království, kterému vládla, ale jeho katoličtí obyvatelé využívali jakoukoli možnost spiknutí s jejími nepřáteli. Uplatňovala politiku darování půdy v Irsku svým dvořanům, aby tak omezila možnost vytvoření základny vzpour podporovaných Španěly. V potlačování vzpour byla uplatňována taktika spálené země a zabíjení obyvatel (včetně žen a dětí), což dokazuje například masakr na ostrově Rathlin. Uvádí se, že například při potlačení vzpoury roku 1582 bylo zabito asi 30 000 Irů. V letech 1594 až 1603 vypukla v Irsku velká vzpoura vedená Hughem O'Neilem, podporovaná Španělskem, tzv. devítiletá válka. V létě roku 1599 vyslala Alžběta do Irska armádu o 17 000 mužích pod vedením jejího oblíbence Roberta Devereuxe, 2. hraběte z Essexu, ale ten nebyl schopen dosáhnout rozhodujícího výsledku a bez jejího svolení se vrátil zpět. Byl popraven v Londýně za účast na pokusu o puč. Velení expedičních sil v Irsku převzal Charles Blount, kterému trvalo tři roky, než vzbouřence porazil.
Za vlády Alžběty I. se také zintenzivnila snaha vytvořit první trvale osídlenou anglickou kolonii v Americe. Realizace tohoto úkolu se ujal sir Walter Raleigh, ale jeho plány kolonizovat území Severní Ameriky (zahrnující oblast současné Severní Karolíny a Virginie) skončily neúspěchem. Přesto vytvořily základ pro další kolonizaci, ke které došlo za vlády Jakuba I.

## Pozdní období

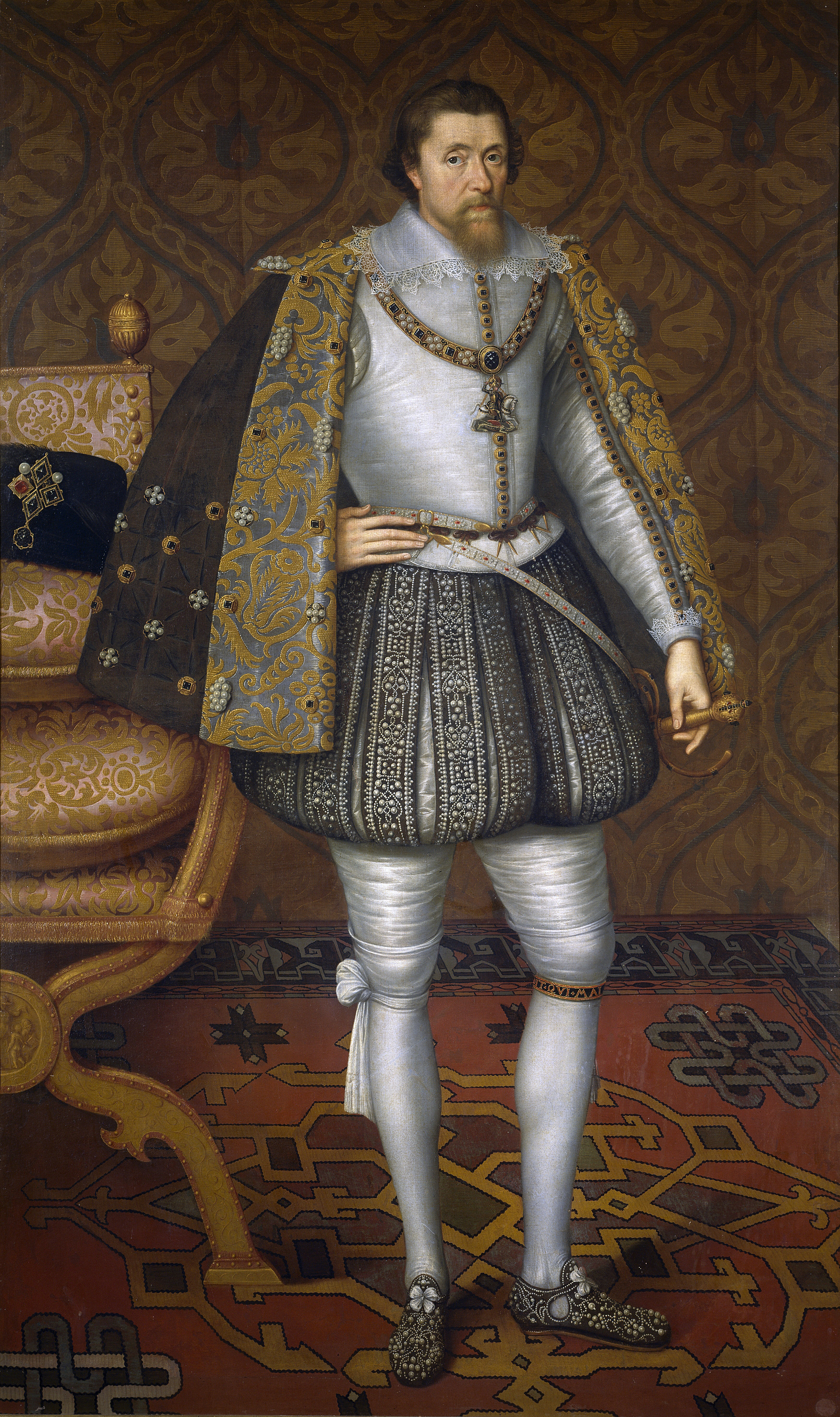
Jakub I., král anglický a skotský, syn Marie Stuartovny

I přes malé politické neúspěchy po porážce „neporazitelné“ španělské Armady, se stala Alžběta I. živoucí legendou. Zkáza loďstva byla nejvíce ponižující porážkou v námořní historii Španělska. Anglie naopak poté vstoupila do období míru a po překonání drahoty způsobené válečnými náklady i prosperity za jejího nástupce Jakuba.
Alžbětin nejbližší rádce William Cecil zemřel 4. srpna 1598 a jeho úřad převzal jeho syn Robert Cecil, který se brzy stal hlavní postavou vlády. Alžběta nebyla ochotna jmenovat svého nástupce, a tak Cecil začal připravovat podmínky pro nekonfliktní předání moci. Navázal tajná jednání se skotským králem Jakubem VI., který měl velký nárok na anglický trůn. Cecil doporučil Jakubovi, aby se snažil na Alžbětu působit přátelským dojmem a naklonil si ji. Alžběta sama však možná plánovala určit svého vzdáleného bratrance Jakuba svým nástupcem.
Alžbětin zdravotní stav byl dobrý až do podzimu roku 1602, kdy u ní série úmrtí mezi jejími přáteli a známými vyvolala deprese. V březnu následujícího roku onemocněla a její stav byl poznamenán dlouhodobými záchvaty melancholie. Zemřela 24. března 1603. Několik dní po její smrti prohlásili Robert Cecil a královská rada Jakuba králem Anglie pod jménem Jakub I.

## Odkaz
Očekávání od nového krále byla veliká a po uzavření míru se Španělskem roku 1604 a snížení daní se zdálo, že budou naplněna. Do smrti Roberta Cecila roku 1612 byla uplatňována stávající politika. Ale poté Jakub začal stranit svým příznivcům a dostavila se vlna nostalgie po Alžbětině období. Ta byla oslavována jako protestantská hrdinka a doba její vlády začala být označována jako zlatá éra. Jakub byl naopak popisován jako sympatizant katolíků a jeho vláda podezírána z korupce.
Legenda vytvořená v jakubovské éře přežila v nějaké formě dodnes. Skutečností ovšem je, že Alžběta stabilizovala Anglikánskou církev jako základ národního uvědomění, a že po porážce španělské Armady se stala obávanou a respektovanou panovnicí i u takových zemí jako Španělsko, Francie a Svatá říše římská. Pod její vládou získal anglický národ sebevědomí a pocit svrchovanosti, které Angličanům zůstaly až do současné doby.[zdroj?] Alžběta byla prvním tudorovským panovníkem, který vládl v souladu s míněním parlamentu a šlechty a svých rádců. Až do současné doby je považována za jednu z největších panovnic Anglie.[zdroj?]

## Vývod z předků
|            |                                  |  |                 |                       |  |  |  |  |  |  |  | Owen Tudor |
|            |                                  |  |                 |                       |  |  |  |  |  |  |  |            |
|            | Edmund Tudor, vévoda z Richmondu |  |                 |                       |  |  |  |  |  |  |  |            |
|            |                                  |  |                 |                       |  |  |  |  |  |  |  |            |
|            |                                  |  |                 | Kateřina z Valois     |  |  |  |  |  |  |  |            |
|            |                                  |  |                 |                       |  |  |  |  |  |  |  |            |
|            | Jindřich VII. Tudor              |  |                 |                       |  |  |  |  |  |  |  |            |
|            |                                  |  |                 |                       |  |  |  |  |  |  |  |            |
|            |                                  |  |                 | John Beaufort         |  |  |  |  |  |  |  |            |
|            |                                  |  |                 |                       |  |  |  |  |  |  |  |            |
|            | Margaret Beaufortová             |  |                 |                       |  |  |  |  |  |  |  |            |
|            |                                  |  |                 |                       |  |  |  |  |  |  |  |            |
|            |                                  |  |                 | Margaret Beauchampová |  |  |  |  |  |  |  |            |
|            |                                  |  |                 |                       |  |  |  |  |  |  |  |            |
|            | Jindřich VIII. Tudor             |  |                 |                       |  |  |  |  |  |  |  |            |
|            |                                  |  |                 |                       |  |  |  |  |  |  |  |            |
|            |                                  |  |                 | Richard Plantagenet   |  |  |  |  |  |  |  |            |
|            |                                  |  |                 |                       |  |  |  |  |  |  |  |            |
|            | Eduard IV.                       |  |                 |                       |  |  |  |  |  |  |  |            |
|            |                                  |  |                 |                       |  |  |  |  |  |  |  |            |
|            |                                  |  |                 | Cecílie Nevillová     |  |  |  |  |  |  |  |            |
|            |                                  |  |                 |                       |  |  |  |  |  |  |  |            |
|            | Alžběta z Yorku                  |  |                 |                       |  |  |  |  |  |  |  |            |
|            |                                  |  |                 |                       |  |  |  |  |  |  |  |            |
|            |                                  |  |                 | Richard Woodville     |  |  |  |  |  |  |  |            |
|            |                                  |  |                 |                       |  |  |  |  |  |  |  |            |
|            | Alžběta Woodvillová              |  |                 |                       |  |  |  |  |  |  |  |            |
|            |                                  |  |                 |                       |  |  |  |  |  |  |  |            |
|            |                                  |  |                 | Jacquetta Lucemburská |  |  |  |  |  |  |  |            |
|            |                                  |  |                 |                       |  |  |  |  |  |  |  |            |
| Alžběta I. |                                  |  |                 |                       |  |  |  |  |  |  |  |            |
|            |                                  |  |                 |                       |  |  |  |  |  |  |  |            |
|            |                                  |  | Geoffrey Boleyn |                       |  |  |  |  |  |  |  |            |
|            |                                  |  |                 |                       |  |  |  |  |  |  |  |            |
|            | William Boleyn                   |  |                 |                       |  |  |  |  |  |  |  |            |
|            |                                  |  |                 |                       |  |  |  |  |  |  |  |            |
|            |                                  |  |                 | Anne Hoo              |  |  |  |  |  |  |  |            |
|            |                                  |  |                 |                       |  |  |  |  |  |  |  |            |
|            | Thomas Boleyn                    |  |                 |                       |  |  |  |  |  |  |  |            |
|            |                                  |  |                 |                       |  |  |  |  |  |  |  |            |
|            |                                  |  |                 | Thomas Butler         |  |  |  |  |  |  |  |            |
|            |                                  |  |                 |                       |  |  |  |  |  |  |  |            |
|            | Margaret Butlerová               |  |                 |                       |  |  |  |  |  |  |  |            |
|            |                                  |  |                 |                       |  |  |  |  |  |  |  |            |
|            |                                  |  |                 | Anna Hankfordová      |  |  |  |  |  |  |  |            |
|            |                                  |  |                 |                       |  |  |  |  |  |  |  |            |
|            | Anna Boleynová                   |  |                 |                       |  |  |  |  |  |  |  |            |
|            |                                  |  |                 |                       |  |  |  |  |  |  |  |            |
|            |                                  |  |                 | John Howard           |  |  |  |  |  |  |  |            |
|            |                                  |  |                 |                       |  |  |  |  |  |  |  |            |
|            | Thomas Howard                    |  |                 |                       |  |  |  |  |  |  |  |            |
|            |                                  |  |                 |                       |  |  |  |  |  |  |  |            |
|            |                                  |  |                 | Catherine Moleynsová  |  |  |  |  |  |  |  |            |
|            |                                  |  |                 |                       |  |  |  |  |  |  |  |            |
|            | Elizabeth Boleynová              |  |                 |                       |  |  |  |  |  |  |  |            |
|            |                                  |  |                 |                       |  |  |  |  |  |  |  |            |
|            |                                  |  |                 | Frederick Tilney      |  |  |  |  |  |  |  |            |
|            |                                  |  |                 |                       |  |  |  |  |  |  |  |            |
|            | Elizabeth Tilneyová              |  |                 |                       |  |  |  |  |  |  |  |            |
|            |                                  |  |                 |                       |  |  |  |  |  |  |  |            |
|            |                                  |  |                 | Elizabeth Cheneyová   |  |  |  |  |  |  |  |            |
|            |                                  |  |                 |                       |  |  |  |  |  |  |  |            |

## Odrazy v kultuře
- Královna Alžběta – koprodukční film z roku 1998
- Panenská královna – britský seriál z roku 2005
- Královna Alžběta – britský televizní film z roku 2005
- Královna Alžběta: Zlatý věk – koprodukční film z roku 2007, volné pokračování filmu z roku 1998
- Královnina smečka psů, 1. díl cyklu Z hříček o královnách – český seriál z roku 1994